# هراران
هراران، روستایی از توابع بخش لاله‌زار شهرستان بردسیر در استان کرمان ایران است.

## جمعیت
این روستا در دهستان قلعه عسکر قرار دارد و براساس سرشماری مرکز آمار ایران در سال ۱۳۸۵، جمعیت آن ۵۷۲ نفر (۱۲۰خانوار) بوده‌است.